# Гимн Саудовской Аравии
«Аш аль-Малик» (араб. عاش الملك‎ — «Да здравствует Король!») — государственный гимн Королевства Саудовская Аравия с 1950 года. Текст к музыке был написан в 1984 году Ибрагимом Хафаджи.

## Текст
| Без огласовок سارعي للمجد والعلياء مجدي لخالق السماء وارفعي الخفاق أخضر يحمل النور المسطر ردد الله أكبر ياموطني موطني عشت فخر المسلمين عاش الملك للعلم والوطن | С огласовками سَارِعِي لِلْمَجْدِ وَٱلْعَلْيَاءِ مَجِّدِي لِخَالِقِ ٱلسَّمَاءِ وَٱرْفَعِي ٱلْخَفَّاقَ أَخْضَرَ يَحْمِلُ ٱلنُّورَ ٱلْمُسَطَّرِ رَدِّدِ ٱللَّٰهُ أَكْبَرُ يَامَوطِنِي مَوطِنِي عِشْتَ فَخْرَ ٱلْمُسْلِمِينَ عِاشَ ٱلْمَلِكِ لِلْعَلَمِ وِٱلْوَطَنِ |

| Траскрипция са̄риʿӣ лиль-маджди ва-ль-ʿальйа̄ʾ! мадджидӣ ли-х̮а̄лики с-сама̄ʾ, ва-рфаʿӣ ль-х̮аффа̄ка ʾах̮д̣ар, йах̣милю н-нӯра ль-мусат̣т̣ар! раддиди: алла̄һу ʾакбар, йа̄ маут̣инӣ! маут̣инӣ, ʿишта фах̮ра ль-муслимӣн! ʾа̄ша ль-малик, лиль-ʿалям, ва-ль-ват̣ан! | Перевод Стремись к славе и превосходству! Славь творца небес, И подними зелёный флаг, Символ света! Повтори: Аллах велик! о, моя страна! Моя страна, живи на славу мусульманам! Да здравствует король для флага и страны! |

## Также смотрите
- Флаг Саудовской Аравии
- Герб Саудовской Аравии